# Volleybalvereniging Flamingo's '56 2018-2019
Questa voce raccoglie le informazioni riguardanti il Volleybalvereniging Flamingo's '56 nelle competizioni ufficiali della stagione 2018-2019.

## Organigramma societario
Area direttiva
- Presidente: Michiel Noij

Area organizzativa
- Team manager: Jacques Theunissen

Area tecnica
- Allenatore: Harmen Bijsterbosch
- Assistente allenatore: Josha Kailola, Jan Janssen
- Scoutman: Erik van den Hoogen

Area sanitaria
- Fisioterapista: Rachelle Dahlmans, Anke Kwant, Shannon Gerhardt

## Rosa
| N° | Nome                  | Ruolo | Data di nascita   | Nazionalità sportiva |
| -- | --------------------- | ----- | ----------------- | -------------------- |
| 1  | Rachel Feron          | P     | 8 agosto 1992     | Paesi Bassi          |
| 2  | Gaya Neeskens         | S     | 13 giugno 2000    | Paesi Bassi          |
| 3  | Veerle van den Heuvel | S     | 22 giugno 1996    | Paesi Bassi          |
| 4  | Daniëlle Bosman       | O     | 1991              | Paesi Bassi          |
| 5  | Annemiek Manschot     | C     | 13 agosto 1996    | Paesi Bassi          |
| 6  | Steffie Janshen       | S     | 18 novembre 1987  | Paesi Bassi          |
| 7  | Ellen Willems         | L     | 7 settembre 2000  | Paesi Bassi          |
| 8  | Maren Eppingbroek     | P     | 15 dicembre 1998  | Paesi Bassi          |
| 9  | Joska Fransen         | C     | 30 ottobre 1994   | Paesi Bassi          |
| 10 | Lisa Kersten          | C     | 31 gennaio 1995   | Paesi Bassi          |
| 11 | Maus Smeets           | S     | 30 settembre 1990 | Paesi Bassi          |
| 12 | Nynke Rovers          | O     | 4 novembre 1996   | Paesi Bassi          |
| 14 | Ireen Koenen          | L     | 1º giugno 1994    | Paesi Bassi          |
| 15 | Jill Lamers           | S     | 2000              | Paesi Bassi          |
| 18 | Puck Hoogers          | S/O   | 17 novembre 2002  | Paesi Bassi          |